# Art déco
Art déco (skraćeno od franc. art décoratif: „ukrasna umjetnost”) je naziv za pokret u primijenjenoj umjetnosti i arhitekturi koji je nastao nakon međunarodne izložbe dekorativnih umjetnosti (Exposition Internationale des Arts et Décoratifs Industriels Modernes) u Parizu 1925. god. Kao pojava unutar mode, pa i moderne umjetnosti djeluje 1930-ih u Francuskoj, često i tijekom 1940-ih kada je postao sveprisutan u Sjedinjenim Američkim Državma, gdje se posebno ističe u arhitekturi. U Engleskoj ono započinje tek 1940-ih, a i Japan svoje izvozne proizvode izrađuje u maniri art décoa, dok se u Kini javlja njegova mješavina s modernim stilom ranog 20. stoljeća u tzv. stilu Amoy Deco (gradovi Šangaj i Kulangsu).

## Povijest i odlike
Odlike art décoa su bile gotovo identične art nouveau i Wiener Werkstätte, a prisutan je u svim područjima umjetničkoga oblikovanja života, pa i u graditeljstvu, te se očituje i kao kulturološka pojava. Odlikuje se jednostavnim čistim formama s pročišćenim klasicizmom i bogato dekoriranim geometrijskim ili stiliziranim figuralnim likovima. Posebna pozornost pridaje se unutarnjem uređenju prostora, plakatima, opremi knjiga, a slikarstvo (najpoznatiji primjer bila je poljska slikarica Tamara de Lempicka, čija su djela bila neki blagi derivat kubizma) i kiparstvo, osobito sitna plastika, poprimaju često ukrasnu (dekorativnu) funkciju, pri čemu se upotrebljavaju neobični i skupi materijali odavajući dojam luksuza i bogatstva (žad, srebro, slonovača, opsidijan, krom, kristal).
Art déco je bio zanešen modernim industrijskim strojevima, automobilima i brzinom, pa su njegovi umjetnici preferirali relativno jednostavne ravne forme, simetriju i ponavljanje uzoraka. Formalno, na art déco su utjecali art nouveau, Bauhaus, kubizam, pa čak i ruski balet. Karakteristični motivi art décoa bile su vrlo konvencionalno prikazani ženski aktovi, životinje, lišće, sunčeve zrake i sl.
Većina priznatih autora art décoa kreirali su pojedinačne predmete, ili su ih umnažali u vrlo malim i strogo ograničenim količinama.
Najpoznatiji autori u Francuskoj su bili dizajneri namještaja Jacques Ruhlmann i Maurice Dufrène, zlatari Raymond Templier i Jean Puiforcat, dizajner nakita i stakla René Lalique, te modni dizajneri Erte i Paul Poiret. U Švedskoj je bila en vouge dizajnerica nakita Wiwen Nilsson.
U Britaniji su slavu stekli zlatar Henry George Murphy i američki grafičar Edward McKnight Kauffer, dok su u Sjedinjenim Američkim Državama djelovali finski arhitekt Eliel Saarinen i dizajner Donald Deskey, koji je dao veliki doprinos uređenju njujorškog Rockefeller Centra, osobito njegova interijera, dok se gradio između 1929. – 1940.
Dva njujorška nebodera su klasični primjeri tog pravca, to su Chrysler Building Williama Van Alena i Empire State Building, djelo tvrtke Shreve, Lamb & Harmon. Tijekom 1930-ih art déco seli na jug u Miami na Floridi koji se upravo tad pretvara u ladanjski grad. Tamo je većina hotela na South Beachu podignuta u tom stilu, pa ga i zovu „povijesni distrikt Art Deco”.
Za Drugog svjetskog rata art déco je u većini zemalja izašao iz mode, ali se krajem 1960-ih pojavila nostalgija za njegovim ostvarenjima, koja tinja do danas, pa se neki autori primijenjene umjetnosti, mode i nakita inspiriraju formama tog stila.
- Plakat za I. Zimske olimpijske igre – Chamonix 1924.
- Kip Krista Iskupitelja, Rio de Janeiro, 1926.-'30.
- Hotel Fairmont Peace, Šangaj (1929.)
- Unutarnji sat u zgradi Guardian, Detroit (1929.)
- Vrata dizala u Chryslerovoj zgradi, William Van Alen (1927.–'30)
- Predvorje zgrade Eastern Columbia, Los Angeles (1930.)
- Philips radio (1931.)
- Reljef predvorja Daily Express, London (1932.)
- Zgrada ministarstva prehrane, Tokio (1936.)
- Cinema Impero, Asmera, Eritreja (1937.)
- Hotel Delano, Miami (1947.)
- Majakovska postaja moskovskog metroa (1936.)
- Paul Manship, Prometej, Rockefeller Center, New York (1937.)
- Namještaj i tepih kasnog art decoa, Jules Leleu (1930-ih)

## Art déco u Hrvatskoj
Kako je art déco bio logičan nastavak bečke secesije, stvaranje dekorativnih umjetnosti u ozračju art décoa u Hrvatskoj je 1920-ih prisutno gotovo na svim područjima oblikovanja (keramika, plakati, sitna plastika, scenografija itd.), a često je oblikuju znani umjetnici (Tomislav Krizman, Ljubo Babić, Radovan Tommaseo, Branko Kocmut).
U arhitekturi je art déco prepoznatljiv kao usputna, ali vrlo uočljiva pojava na više javnih objekata, kao što su Hotel Esplanade u Zagrebu iz 1925. i Hotel Milinov (današnji Hotel Dubrovnik) iz 1929., oba djela arhitekta Dionisa Sunka. U tom stilu uređeno je i pročelje robne kuće Kastner i Öhler (NAMA) 1928., arhitekta Alfreda Kellera.

## Poveznice
- Art nouveau
- Bečka secesija

## Vanjske poveznice
- Pogledajte najljepše art déco zgrade na svijetu, Jutarnji list 15. rujna 2016., Pristupljeno 23. srpnja 2017.
- Jednostavna elegancija: Art Deco  Arhivirana inačica izvorne stranice od 2. srpnja 2017. (Wayback Machine) na kupaonice.com, Pristupljeno 24. srpnja 2017.